# Parallelcousinenheirat
Parallelcousinenheirat bezeichnet die Eheschließung eines Mannes mit seiner parallelverwandten Cousine: mit einer Tochter des Vaterbruders (Parallel-Onkel) oder der Mutterschwester (Parallel-Tante). Die Parallelverwandtschaft besteht darin, dass entweder beide Väter oder beide Mütter des Ehepaares Geschwister sind (parallel: gleichen Geschlechts). Im folgenden Schaubild sind für den Sohn nur zwei Töchter der vier Elterngeschwister interessant:
|                              |                              |                              |                              |                              |                              |                          |                          | Großeltern vaterseitig       | Großeltern vaterseitig       | Großeltern vaterseitig       | Großeltern vaterseitig       | Großeltern vaterseitig       | Großeltern vaterseitig       |  |  |         |         |         |         |                       |                       |                       |                       |                       |                       |          |          |          |          |  |  | Großeltern mutterseitig          | Großeltern mutterseitig          | Großeltern mutterseitig          | Großeltern mutterseitig          | Großeltern mutterseitig          | Großeltern mutterseitig          |  |  |                            |                            |                            |                            |                            |                            |  |  |  |  |  |  |  |  |  |  |  |  |  |  |  |  |  |  |  |  |  |  |  |  |  |  |                          |                          |                          |                          |                          |                          |
|                              |                              |                              |                              |                              |                              |                          |                          | Großeltern vaterseitig       | Großeltern vaterseitig       | Großeltern vaterseitig       | Großeltern vaterseitig       | Großeltern vaterseitig       | Großeltern vaterseitig       |  |  |         |         |         |         |                       |                       |                       |                       |                       |                       |          |          |          |          |  |  | Großeltern mutterseitig          | Großeltern mutterseitig          | Großeltern mutterseitig          | Großeltern mutterseitig          | Großeltern mutterseitig          | Großeltern mutterseitig          |  |  |                            |                            |                            |                            |                            |                            |  |  |  |  |  |  |  |  |  |  |  |  |  |  |  |  |  |  |  |  |  |  |  |  |  |  |                          |                          |                          |                          |                          |                          |
|                              |                              |                              |                              |                              |                              |                          |                          |                              |                              |                              |                              |                              |                              |  |  |         |         |         |         |                       |                       |                       |                       |                       |                       |          |          |          |          |  |  |                                  |                                  |                                  |                                  |                                  |                                  |  |  |                            |                            |                            |                            |                            |                            |  |  |  |  |  |  |  |  |  |  |  |  |  |  |  |  |  |  |  |  |  |  |  |  |  |  |                          |                          |                          |                          |                          |                          |
| Vaterschwester ♀ Kreuz-Tante | Vaterschwester ♀ Kreuz-Tante | Vaterschwester ♀ Kreuz-Tante | Vaterschwester ♀ Kreuz-Tante | Vaterschwester ♀ Kreuz-Tante | Vaterschwester ♀ Kreuz-Tante |                          |                          | Vaterbruder ♂ Parallel-Onkel | Vaterbruder ♂ Parallel-Onkel | Vaterbruder ♂ Parallel-Onkel | Vaterbruder ♂ Parallel-Onkel | Vaterbruder ♂ Parallel-Onkel | Vaterbruder ♂ Parallel-Onkel |  |  | ♂ Vater | ♂ Vater | ♂ Vater | ♂ Vater | ♂ Vater               | ♂ Vater               |                       |                       | Mutter ♀              | Mutter ♀              | Mutter ♀ | Mutter ♀ | Mutter ♀ | Mutter ♀ |  |  | ♀ Mutterschwester Parallel-Tante | ♀ Mutterschwester Parallel-Tante | ♀ Mutterschwester Parallel-Tante | ♀ Mutterschwester Parallel-Tante | ♀ Mutterschwester Parallel-Tante | ♀ Mutterschwester Parallel-Tante |  |  | ♂ Mutterbruder Kreuz-Onkel | ♂ Mutterbruder Kreuz-Onkel | ♂ Mutterbruder Kreuz-Onkel | ♂ Mutterbruder Kreuz-Onkel | ♂ Mutterbruder Kreuz-Onkel | ♂ Mutterbruder Kreuz-Onkel |  |  |  |  |  |  |  |  |  |  |  |  |  |  |  |  |  |  |  |  |  |  |  |  |  |  |                          |                          |                          |                          |                          |                          |
| Vaterschwester ♀ Kreuz-Tante | Vaterschwester ♀ Kreuz-Tante | Vaterschwester ♀ Kreuz-Tante | Vaterschwester ♀ Kreuz-Tante | Vaterschwester ♀ Kreuz-Tante | Vaterschwester ♀ Kreuz-Tante | [Kreuzcousins/-cousinen] | [Kreuzcousins/-cousinen] | [Kreuzcousins/-cousinen]     | [Kreuzcousins/-cousinen]     | [Kreuzcousins/-cousinen]     | [Kreuzcousins/-cousinen]     | Vaterbruder ♂ Parallel-Onkel | Vaterbruder ♂ Parallel-Onkel |  |  | ♂ Vater | ♂ Vater | ♂ Vater | ♂ Vater | ♂ Vater               | ♂ Vater               |                       |                       | Mutter ♀              | Mutter ♀              | Mutter ♀ | Mutter ♀ | Mutter ♀ | Mutter ♀ |  |  | ♀ Mutterschwester Parallel-Tante | ♀ Mutterschwester Parallel-Tante | ♀ Mutterschwester Parallel-Tante | ♀ Mutterschwester Parallel-Tante | ♀ Mutterschwester Parallel-Tante | ♀ Mutterschwester Parallel-Tante |  |  | ♂ Mutterbruder Kreuz-Onkel | ♂ Mutterbruder Kreuz-Onkel | ♂ Mutterbruder Kreuz-Onkel | ♂ Mutterbruder Kreuz-Onkel | ♂ Mutterbruder Kreuz-Onkel | ♂ Mutterbruder Kreuz-Onkel |  |  |  |  |  |  |  |  |  |  |  |  |  |  |  |  |  |  |  |  |  |  |  |  |  |  | [Kreuzcousins/-cousinen] | [Kreuzcousins/-cousinen] | [Kreuzcousins/-cousinen] | [Kreuzcousins/-cousinen] | [Kreuzcousins/-cousinen] | [Kreuzcousins/-cousinen] |
|                              |                              |                              |                              |                              |                              | [Kreuzcousins/-cousinen] | [Kreuzcousins/-cousinen] | [Kreuzcousins/-cousinen]     | [Kreuzcousins/-cousinen]     | [Kreuzcousins/-cousinen]     | [Kreuzcousins/-cousinen]     |                              |                              |  |  |         |         |         |         |                       |                       |                       |                       |                       |                       |          |          |          |          |  |  |                                  |                                  |                                  |                                  |                                  |                                  |  |  |                            |                            |                            |                            |                            |                            |  |  |  |  |  |  |  |  |  |  |  |  |  |  |  |  |  |  |  |  |  |  |  |  |  |  | [Kreuzcousins/-cousinen] | [Kreuzcousins/-cousinen] | [Kreuzcousins/-cousinen] | [Kreuzcousins/-cousinen] | [Kreuzcousins/-cousinen] | [Kreuzcousins/-cousinen] |
|                              |                              |                              |                              |                              |                              |                          |                          | Tochter: Parallelcousine     | Tochter: Parallelcousine     | Tochter: Parallelcousine     | Tochter: Parallelcousine     | Tochter: Parallelcousine     | Tochter: Parallelcousine     |  |  |         |         |         |         | Sohn (Parallelcousin) | Sohn (Parallelcousin) | Sohn (Parallelcousin) | Sohn (Parallelcousin) | Sohn (Parallelcousin) | Sohn (Parallelcousin) |          |          |          |          |  |  | Tochter: Parallelcousine         | Tochter: Parallelcousine         | Tochter: Parallelcousine         | Tochter: Parallelcousine         | Tochter: Parallelcousine         | Tochter: Parallelcousine         |  |  |                            |                            |                            |                            |                            |                            |  |  |  |  |  |  |  |  |  |  |  |  |  |  |  |  |  |  |  |  |  |  |  |  |  |  |                          |                          |                          |                          |                          |                          |
|                              |                              |                              |                              |                              |                              |                          |                          | Tochter: Parallelcousine     | Tochter: Parallelcousine     | Tochter: Parallelcousine     | Tochter: Parallelcousine     | Tochter: Parallelcousine     | Tochter: Parallelcousine     |  |  |         |         |         |         | Sohn (Parallelcousin) | Sohn (Parallelcousin) | Sohn (Parallelcousin) | Sohn (Parallelcousin) | Sohn (Parallelcousin) | Sohn (Parallelcousin) |          |          |          |          |  |  | Tochter: Parallelcousine         | Tochter: Parallelcousine         | Tochter: Parallelcousine         | Tochter: Parallelcousine         | Tochter: Parallelcousine         | Tochter: Parallelcousine         |  |  |                            |                            |                            |                            |                            |                            |  |  |  |  |  |  |  |  |  |  |  |  |  |  |  |  |  |  |  |  |  |  |  |  |  |  |                          |                          |                          |                          |                          |                          |

Eine Heirat zwischen Parallelcousin und -cousine (Vetter und Base) kann auch entfernteren Grades sein und bezieht sich meist auf die Kinder des Vaterbruders oder des vaterseitigen Großvaters. Sie dient vor allem dem Zweck, durch die endogame Verbindung (innerhalb derselben Abstammungsgruppe) den Familienzusammenhalt zu stärken und den gemeinsamen Familienbesitz zu sichern. Auch wird erhofft, durch den Zusammenschluss zukünftige Streitigkeiten zwischen den beiden Familiengruppen zu verhindern.
Vaterseitige parallele Cousin-Cousinen-Ehen mit der Bint ʿamm (Tochter des Vaterbruders) sind vor allem im arabischen Kulturraum verbreitet; diese Heiratsregel hat sich im Nahen Osten und später darüber hinaus mit der Islamisierung ausgebreitet. Allerdings wird sie vom Koran in keiner Weise empfohlen, die 4. Sure an-Nisā' verbietet in Vers 23 sogar Onkel-Nichten-Verbindungen (siehe auch Islamisches Eherecht). Da die bint ʿamm als Cousine bereits zur Familie des Bräutigams gehört, ist für sie kein Brautpreis zu zahlen, der an ihre Familie ginge. Parallelcousinenheiraten finden sich auch im konservativen und im orthodoxen Judentum und werden schon im 1. Buch Mose (Genesis) in der Vätergeschichte beschrieben.
Im Gegensatz dazu sehen viele der weltweit 1300 indigenen Völker und Ethnien parallele Cousins und Cousinen als gleichgestellt zu eigenen Geschwistern. Entsprechend ist bei ihnen die Parallelcousinenheirat kaum verbreitet – im Gegensatz zur Kreuzcousinenheirat mit einer Tochter des Mutterbruders oder der Vaterschwester.
Genetische Beratungsstellen weisen darauf hin, dass Kinder von blutsverwandten Paaren ein erhöhtes Risiko von Erbkrankheiten oder Behinderungen haben (siehe Erbkrankheitsrisiken bei Verwandtenehen).

## Heiraten vaterseitiger Cousinen im europäischen Adel
- 1742: Kurfürst Karl Theodor von der Pfalz und Bayern ⚭ Prinzessin Elisabeth Auguste von Pfalz-Sulzbach
- 1765: König Karl IV. von Spanien ⚭ Prinzessin Maria Luise von Bourbon-Parma (Eheschließungen über Generationen zwischen Cousins, Cousinen, Onkel und Nichten im spanischen Königshaus)
- 1790: Kaiser Franz I. von Österreich ⚭ Prinzessin Maria Ludovika Beatrix von Österreich-Este
- 1802: König Franz I. von Neapel-Sizilien ⚭ Prinzessin Maria Isabel von Spanien
- 1854: Kaiser Franz Joseph I. (Österreich-Ungarn) ⚭ Elisabeth von Österreich-Ungarn (Sisi)

Eine doppelte Parallelcousinenheirat war 1846 die Ehe zwischen Königin Isabella II. von Spanien und Franz d’Assisi von Bourbon-Spanien, deren beider Väter Brüder (aus dem Hause Spanien) und beider Mütter Schwestern waren (aus dem Hause Neapel-Sizilien). Zwei Brüder hatten zwei Schwestern geheiratet und verheirateten wiederum ihre Kinder miteinander, was von der katholischen Kirche verboten war, aber trotzdem ihren Segen erhielt (siehe auch Ehehindernis im kanonischen Recht, Blutschande).
Einige Beispiele sind aus Bürgerfamilien bekannt, so pflegte die Bankiersfamilie der Rothschilds Verwandtschaftsheiraten über viele Generationen, wie auch die Nachkommen des hanseatischen Unternehmers Johann Henry Schröder.
Nach der biblischen Erzelternerzählung heiratete Isaak, Sohn von Erzvater Abraham, mit Rebekka eine doppelte Parallelnichte, die über ihren Vater Betuël Enkelin des Abraham-Bruders Nahor und über ihre Mutter Enkelin des Abraham-Bruders Haran war. Demgegenüber sind Onkel-Nichten-Ehen in der Heiligen Schrift des Islam verboten (Koran, 4. Sure an-Nisā', Vers 23).